# 광영고등학교 (전남)
광영고등학교(廣英高等學校)는 대한민국 전라남도 광양시 광영동에 있는 공립 고등학교이다.

## 학교 연혁
- 2005년 2월 16일 : 학교 설립 인가(각 학년당 8학급, 완성학급 24학급)
- 2009년 3월 1일 : 초대 박영식 교장 부임
- 2009년 3월 26일 : 광영고등학교 개교기념식
- 2023년 3월 1일 : 제6대 민연옥 교장 부임
- 2025년 1월 7일 : 제14회 178명 졸업(졸업생 총수 3,375명)

## 참고 자료
- 광영고등학교 - 한국교육학술정보원 학교알리미